# 蕭隆澤
蕭隆澤（1960年4月26日—），臺中市潭子區人，現任臺中市議員，曾任台中縣潭子鄉鄉長。曾為中國國民黨籍，2008年時為民主進步黨籍立委候選人郭俊銘競選總部成立站台助選而被中國國民黨開除黨籍，後於2013年加入民主進步黨籍迄今。

## 簡歷
蕭隆澤於1960年4月26日生於臺中縣潭子鄉，國小畢業於臺中市潭子區潭子國民小學，國中畢業於臺中市立潭子國民中學，高中則畢業於臺中市私立新民高級中學。在臺中縣時期曾任臺中縣潭子鄉甘蔗村第13、14、15屆村長，臺中縣第14屆縣議員，潭子鄉第14屆鄉長，以及潭子鄉公所主任祕書、機要祕書。
蕭隆澤曾為中國國民黨籍，因為民主進步黨2008年立委候選人郭俊銘競選總部成立站台助選，國民黨台中縣委員會黨部考紀會召開，決議予以「開除黨籍」處分，報請中央審核。2010年中華民國直轄市公職人員選舉中，蕭隆澤以無黨籍身分參選第一屆臺中市議會議員，最後當選。2013年2月1日，蕭隆澤表示「馬英九執政已是天怒人怨」，嚴重傾中、無視基層，所以決定加入民進黨。隨後也在2014年、2018年及2022年三度參選市議員選舉，並皆成功連任市議員。

## 其他經歷
- 甘蔗社區發展協會理事長。
- 潭子民防中隊副分隊長。
- 潭子義勇消防分隊顧問。
- 潭子鄉慢速壘球聯盟會長。

## 選舉紀錄
| 年度 | 選舉屆數               | 選舉區             | 所屬政黨   | 得票數 | 得票率 | 當選標記   | 備註 |
| ---- | ---------------------- | ------------------ | ---------- | ------ | ------ | ---------- | ---- |
| 1986 | 第十三屆甘蔗村村長選舉 | 臺中縣潭子鄉甘蔗村 | 中國國民黨 | 551    |        |            |      |
| 1990 | 第十四屆甘蔗村村長選舉 | 臺中縣潭子鄉甘蔗村 | 中國國民黨 | 931    |        |            |      |
| 1994 | 第十五屆甘蔗村村長選舉 | 臺中縣潭子鄉甘蔗村 | 無黨籍     | 1,117  |        |            |      |
| 1998 | 第十四屆臺中縣議員選舉 | 臺中縣第二選舉區   | 中國國民黨 | 8,152  | 9.66%  |            |      |
| 2002 | 第十四屆潭子鄉鄉長選舉 | 臺中縣潭子鄉       | 中國國民黨 | 17,652 | 55.28% |            |      |
| 2010 | 第一屆臺中市議員選舉   | 臺中市第五選舉區   | 無黨籍     | 13,654 | 10.17% |            |      |
| 2014 | 第二屆臺中市議員選舉   | 臺中市第五選舉區   | 民主進步黨 | 20,828 | 14.80% | 選區最高票 |      |
| 2018 | 第三屆臺中市議員選舉   | 臺中市第五選舉區   | 民主進步黨 | 13,836 | 9.93%  |            |      |
| 2022 | 第四屆臺中市議員選舉   | 臺中市第五選舉區   | 民主進步黨 | 17,735 | 14.04% |            |      |

## 外部連結
- 臺中市政府 （页面存档备份，存于）
- 臺中市議會 （页面存档备份，存于）
- 蕭隆澤議員FB